# George Macdonogh
Sir George Mark Watson Macdonogh (Sunderland, 4 marzo 1865 – Teddington, 10 luglio 1942) è stato un militare britannico.

## Biografia

### I primi anni
Macdonogh nacque a Sunderland e venne educato al Beaumont College, centro gesuita nel Berkshire. Egli aderì all'esercito nel luglio del 1884, venendo ricevuto nei Royal Engineers. Promosso capitano nel 1892, frequentò lo Staff College nel 1896 e fu l'unico con James Edmonds a passare gli esami con voti così eccellenti da essere pubblicati dall'istituto. Durante il corso, Macdonogh studiò anche legge e si iscrisse al foro di Lincoln's Inn.
Dopo una serie di incarichi minori, venne nominato nello staff generale del War Office nel 1906 raggiungendo il grado di colonnello nel 1912. Egli divenne responsabile del comando della 5ª Sezione del Directorate of Military Intelligence, poi divenuto MI5, che era incaricata di controllare le linee nemiche in caso di guerra. Durante l'Incidente di Curragh nel marzo del 1914 egli supportò l'uso della forza nell'Ulster, uno dei molti membri dello staff a farlo.

### La prima guerra mondiale
Allo scoppio della Prima Guerra mondiale, egli venne assegnato al British Expeditionary Force come ufficiale anziani incaricato dell'intelligence e venne promosso Generale di Brigata nel novembre del 1914. Dopo un anno e mezzo di collaborazione con l'intelligence, venne promosso Maggiore Generale e richiamato al War Office nel gennaio del 1916, dove egli creò il MI7 col compito di intercettare il morale della popolazione civile della Germania.
Il suo lavoro all'intelligence britannica ebbe grandiose conseguenze; a metà del 1917 egli aveva già avuto sufficienti informazioni sull'ordine di battaglia tedesco per il fronte occidentale e nel 1918 aveva già avuto modo di prevedere l'offensiva primaverile dell'esercito del Kaiser. Nel 1917 ottenne dal re il titolo di cavaliere sebbene nel suo ambiente lavorativo non gli mancassero i conflitti con personaggi del calibro di Douglas Haig e John Charteris, comandanti anziani dell'intelligence, per via del suo strenuo cattolicesimo e per le sue teorie troppo disfattiste nei confronti della forza tedesca.

### Gli ultimi anni
Poco prima della fine della guerra, nel settembre del 1918, Macdonogh venne promosso Tenente Generale e nominato Adjutant-General to the Forces, incarico che mantenne sino al settembre del 1922. Fu membro del Consiglio dell'Esercito dal 1918 al 1922 e venne nominato Colonnello Comandante dei Royal Engineers nel 1924.
Dopo il suo ritiro dall'esercito nel 1925, egli iniziò una propria carriera da imprenditore come direttore della Royal Dutch Shell per la sua conoscenza del Medioriente. Fu membro dell'Institute of Bankers e del Consiglio Esecutivo dell'International Law Association.
Negli ultimi anni della sua vita, fu commissario della Imperial War Graves Commission e della Royal Commission on Local Government (1923–29). Fu anche membro del Board of Trade Committee della Royal Academy Exhibition of British Industrial Art. Durante i primi anni della Seconda Guerra mondiale prestò servizio nel comitato centrale per il controllo dei prezzi dei prodotti. Essendosi sposato con una donna di origini finlandesi, egli aiutò l'organizzazione del lavoro in Finlandia nel 1939-1940 durante la Guerra d'inverno.